# Tasman Series 1971
Tasman Series 1971 var ett race som vanns av Graham McRae från Nya Zeeland.

## Delsegrare
| Datum       | Bana             | Vinnare       |
| ----------- | ---------------- | ------------- |
| 2 januari   | Levin            | Graham McRae  |
| 9 januari   | Pukekohe         | Niel Allen    |
| 16 januari  | Wigram           | Graham McRae  |
| 23 januari  | Teretonga        | Niel Allen    |
| 14 februari | Warwick Farm     | Frank Gardner |
| 21 februari | Sandown          | Graham McRae  |
| 28 februari | Surfers Paradise | Frank Matich  |

## Slutställning
| Plats | Förare          | Poäng |
| ----- | --------------- | ----- |
| 1     | Graham McRae    | 35    |
| 2     | Frank Matich    | 31    |
| 3     | Niel Allen      | 27    |
| 4     | Frank Gardner   | 18    |
| 5     | Chris Amon      | 15    |
| 6     | Teddy Pilette   | 13    |
| 7     | Graeme Lawrence | 9     |
| 8     | Kevin Bartlett  | 7     |